# Абрамович, Дов Бер Менаше
Дов Бер Менаше Абрамович (7 марта 1869, Тельши — 1942,  гетто г. Шяуляй)  — литовский раввин, юрист и общественный деятель, член Сейма Литовской Республики (1925—1926).

## Биография
Окончив Тельшескую школу экстерном, продолжил образование в еврейской школе для мальчиков в Каунасе. С 1904 по 1915 год служил раввином в Расейняе. Во время Первой мировой войны был слушателем в институте права в Москве. В 1918 году сдал экзамен на адвоката в Университете Святого Владимира, после чего он работал помощником адвоката в Киеве. После возвращения в Литву работал в качестве юриста в еврейской группе в Сейме. У него также была адвокатская практика в Шяуляе. В 1925 году он стал депутатом Сейма второго созыва в качестве представителя от района Паневежиса по списку блока национальных меньшинств, заняв место ушедшего из политики Йосефа Каханемана. Был членом сионистского общества Мизрахи.
Согласно литовским источникам, погиб во время Холокоста в 1942 году в Шяуляйском гетто. По данным центра Яд-Вашем, предоставленным внучкой Абрамовича, в более раннем документе она указала место гибели её деда как Тракайское гетто, а более поздний документ согласуется с литовскими данными — место гибели гетто города Шяуляй предположительно в 1943 году. По сведениям семьи Дов Бер Абрамович умер от болезни почек.  Во время Холокоста погибли жена Абрамовича, его три сына, дочь и внуки. Значительная часть семьи Абрамовича действительно погибла в Тракае,  точных сведений о месте смерти других его родственников до сих пор нет.

## Семья
- Жена — Душа, погибла в Тракае во время Холокоста в возрасте 70 лет[5].
  - Сын — Азриэль (1 января 1902—1941, Шяуляй), адвокат, погиб во время Холокоста[6]. 
    - Внучка — Саломия (род. 24 июля 1929), в замужестве Штейн. Во время Холокоста была в Шяуляйском гетто, откуда ей вместе с матерью и братом удалось бежать. В настоящее время (2015) проживает в Хайфе, Израиль. Саломия передала сведения о погибших родственниках в центр Яд-Вашем[3].
    - Внук — Беньямин (род. в 1941 году в гетто Шяуляй). В настоящее время (2015) проживает в Кирьят-Тивон, Израиль.

  - Дочь — Циля в замужестве Хиршберг (Бергер) (около 1906 — ? Тракай), погибла во время Холокоста[7].
  - Сын — Йонас (1909?—1944, Тракай), экспедитор, погиб во время Холокоста[8].
  - Сын — Ицхак (1911?—?), адвокат, погиб во время Холокоста[9].